# Phyllium mabantai
Phyllium mabantai är en insektsart som beskrevs av Bresseel, Hennemann, Conle och Marco Gottardo 2009. Phyllium mabantai ingår i släktet Phyllium och familjen Phylliidae. Inga underarter finns listade i Catalogue of Life.